# Hottai-Wasserfall
Der Hottai-Wasserfall (japanisch 法体の滝 Hottai-no-taki) liegt in Chōkai in Yurihonjō in der japanischen Präfektur Akita am Fluss Koyoshi, der von Südosten nach Nordwesten bis ins Japanische Meer fließt. Er befindet sich am Fuß des Chōkai auf rund 450 m Höhe. Der Wasserfall weist drei Fallstufen auf, wovon die erste eine Fallhöhe von 13 m, die zweite von 2,4 m und die dritte von 42 m hat. Die Breite liegt bei 3 bis 30 m. Die Hauptstufe fällt in ein kleines Wasserbecken in das von Westen mit dem Shimotamata ein weiterer Fluss mündet.
Gegenüber dem Wasserfall befindet sich ein Campingplatz mit einer Fläche von 17.000 m². Von diesem führt eine Fußgängerbrücke über den Koyoshi und von dort ein Weg parallel zum Fluss auf der Nordseite entlang.
Der Hottai-Wasserfall ist als Landschaftlich Schöner Ort ausgewiesen und steht auf der Liste der Top-100-Wasserfälle Japans. Er gehört zudem zum Mt. Chokai & Tobishima Island Geopark und zum Chōkai-Quasi-Nationalpark.
Der Wasserfall befindet sich mit dem Auto etwa 45 Fahrminuten vom Bahnhof Yajima der Chōkai-Sanroku-Linie entfernt. Während der Laubfärbung im Oktober findet am Wasserfall ein Herbstfest statt.

## Galerie

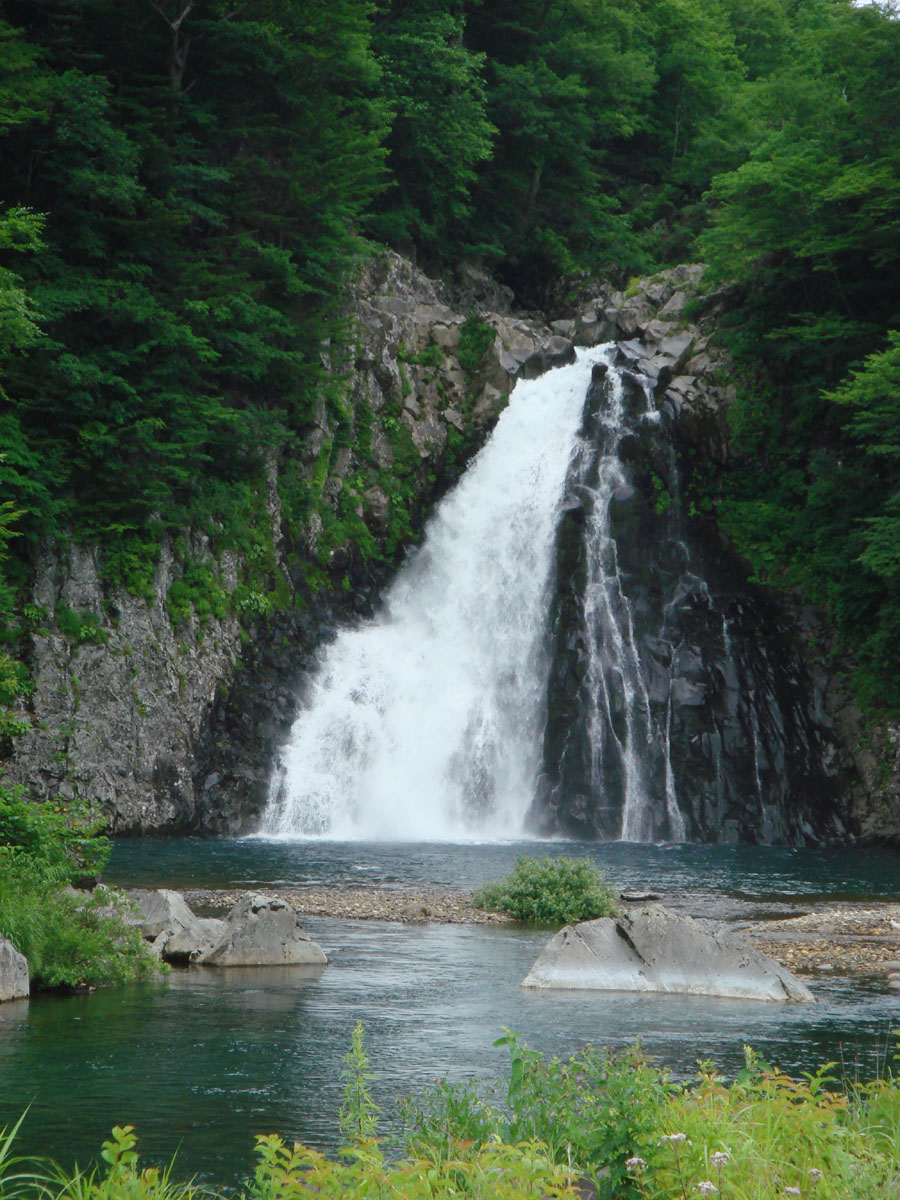
Blick auf die letzte Fallstufe
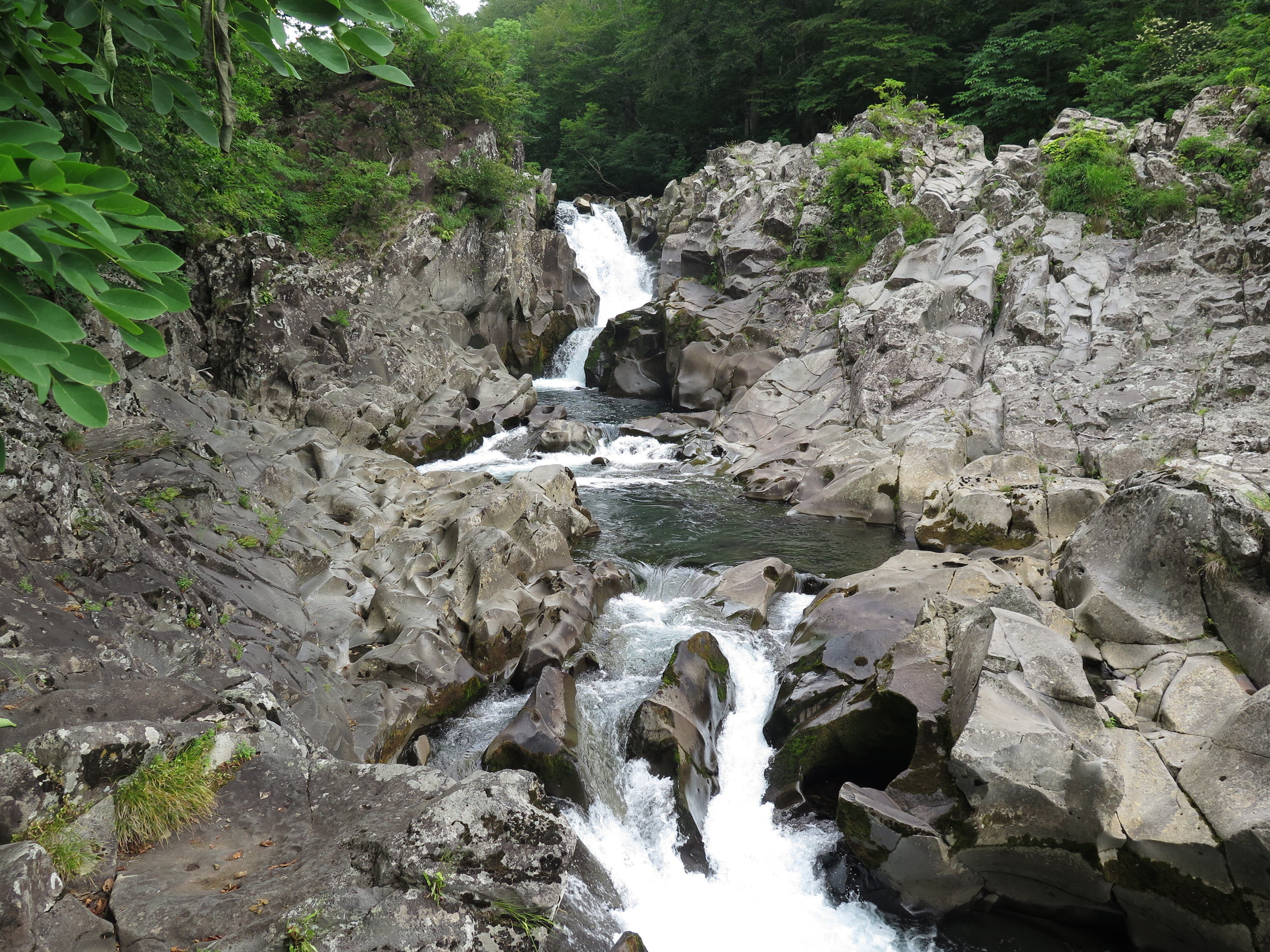
Oberhalb der Hauptfallstufe
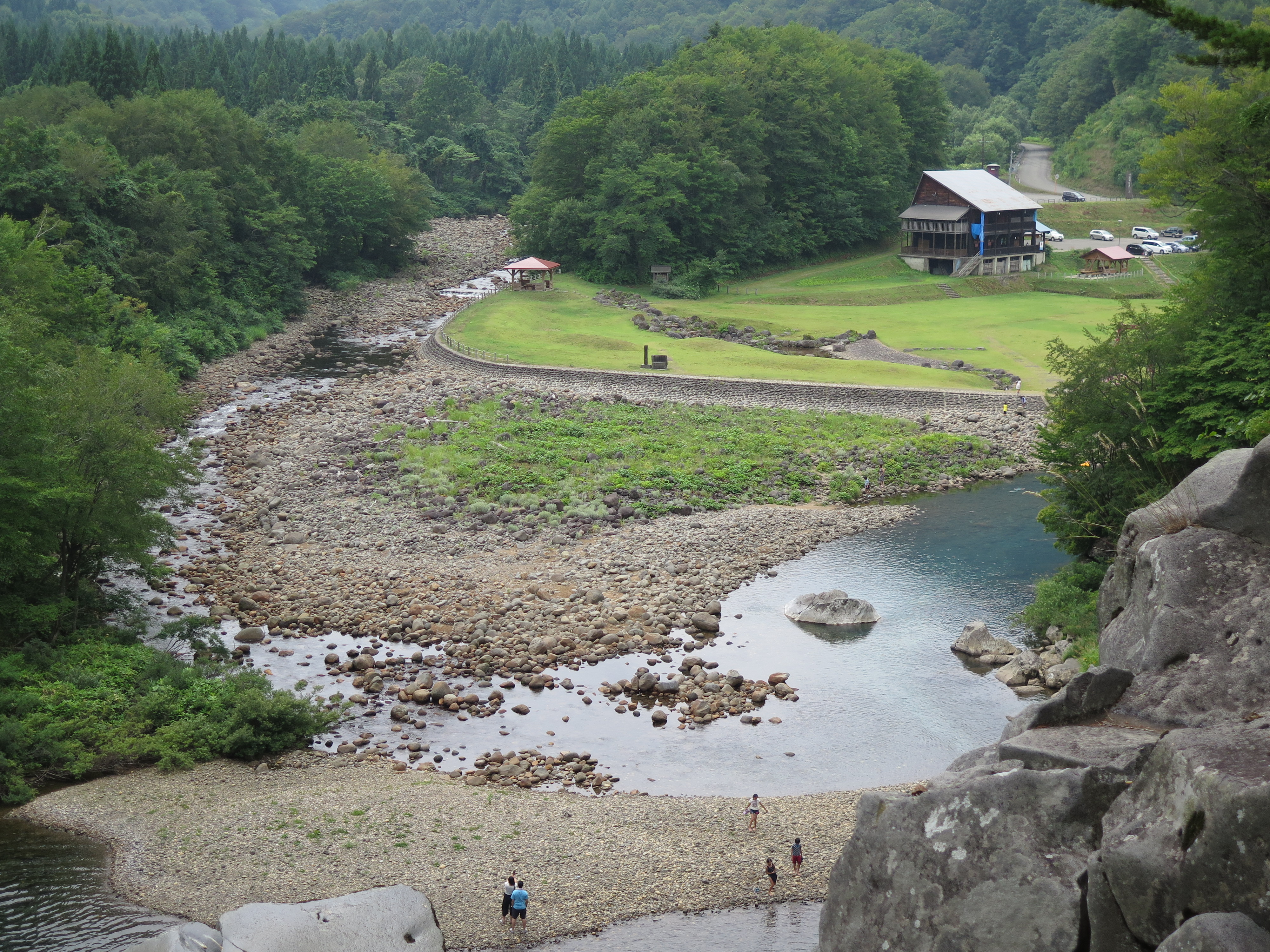
Blick Richtung Campingplatz
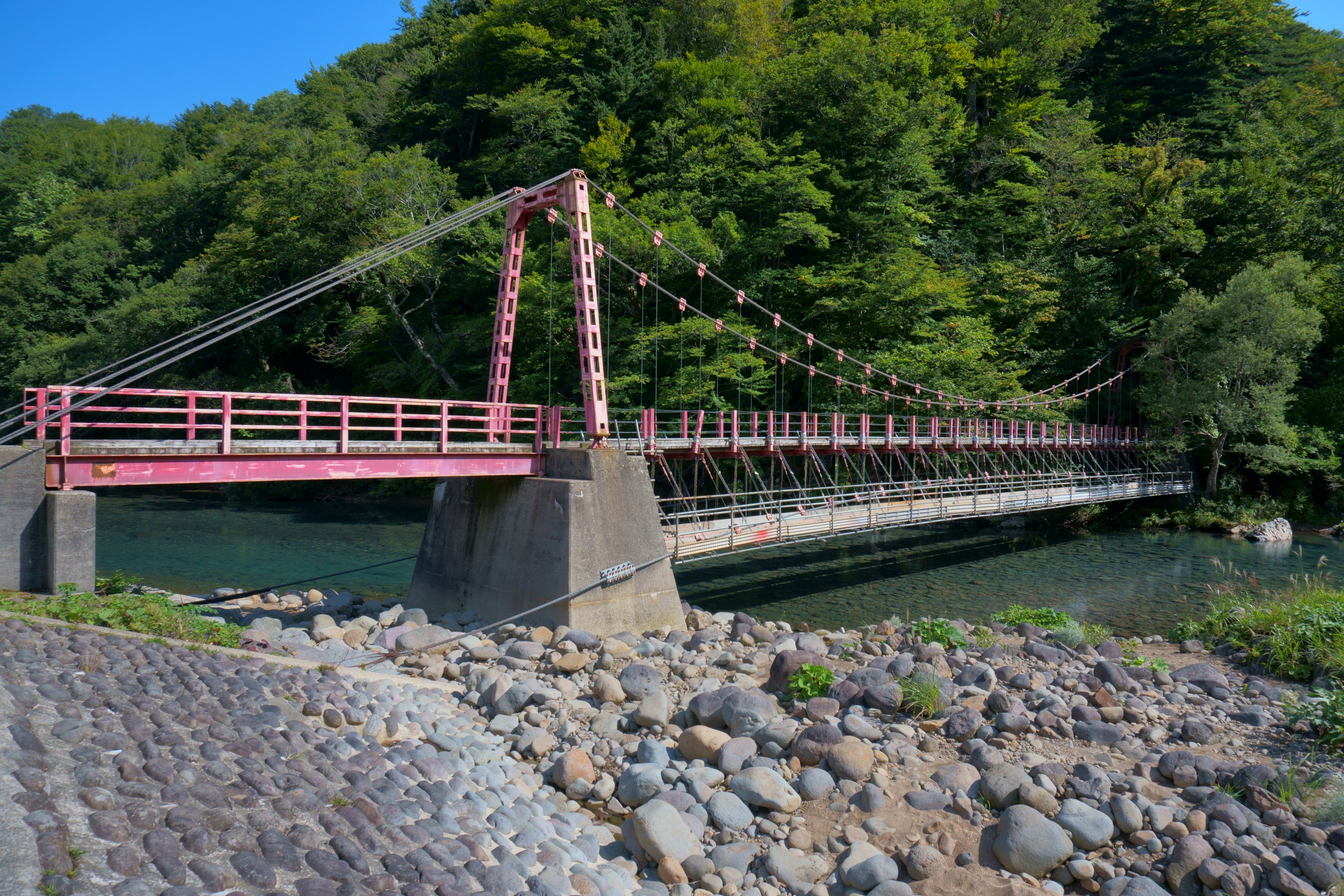
Fußgängerbrücke über den Koyoshi